# Europäische Musiktheater-Akademie
Die Europäische Musiktheater-Akademie (EMA) ist eine Institution zur Vernetzung von Wissenschaft und Praxis auf dem Gebiet des paneuropäischen und internationalen Musiktheaters mit Sitz in Wien. Sie organisiert regelmäßig Symposien an verschiedenen europäischen Orten und publiziert die gewonnenen Erkenntnisse in den Schriften der Europäischen Musiktheater-Akademie. Die EMA ist auf die Förderung und Optimierung der professionellen Kollaboration zwischen Wissenschaft und Praxis in europäischer Dimension ausgerichtet.

## Geschichte
Am 26. Mai 1992 gründeten das Forschungsinstitut für Musiktheater der Universität Bayreuth (FIMT), das Institut für Theater-, Film- und Medienwissenschaft an der Universität Wien, die Akademie der Wissenschaften in Prag sowie das Theater Vanemuine Tartu im Ständetheater Prag die Europäische Musiktheater-Akademie. Zunächst waren die Kernaufgaben der EMA die Unterstützung und Vernetzung von osteuropäischen Partnerorganisationen im neuen Europa. Mittlerweile hat sich die EMA als paneuropäisch ausgerichtete Organisation etabliert. Seit 1992 hat die Akademie bereits bislang 19 internationale Symposien u. a. in Russland, Portugal, Frankreich und der Schweiz veranstaltet, deren Verhandlungsgegenstände das Musiktheater in einen multiperspektivischen Kontext setzen, wie Organisation und Management, Theaterhistoriographie, Gesangsforschung, zeitgenössische Aufführungspraxis oder die Frage nach „Werktreue“.
Die Ergebnisse dieser Tagungen werden in den Schriften der Europäischen Musiktheater-Akademie publiziert.
Das Generalsekretariat befindet sich seit 1996 in der Wiener Hofburg am Institut für Theater-, Film- und Medienwissenschaft.

## Schriften der Europäischen Musiktheater-Akademie
- Band 1: Musiktheater: Um welchen Preis?
- Band 2: Musiktheater-Management I: Betriebsformen, Personal- & Finanzmanagement, Planung & Kontrolle, ISBN 3-9803671-0-X
- Band 3: Musiktheater-Management II: Musiktheater-Marketing, ISBN 3-9803671-1-8
- Band 4: Musiktheater-Management III: Musiktheater und Recht, ISBN 3-9803671-2-6
- Band 5: Repertoire und Spielplangestaltung, ISBN 978-3-85145-060-6
- Band 6: Kinderoper. Ästhetische Herausforderung und pädagogische Verpflichtung, ISBN 3-932581-64-4
- Band 7: L’Europe Baroque. Oper im 17. und 18. Jahrhundert. L’opéra aux XVIIe et XVIIIe siècles, ISBN 978-3-940768-17-9
- Band 8: Richard Wagners Der Ring des Nibelungen: Europäische Traditionen und Paradigmen, ISBN 978-3-940768-16-2
- Band 9: Opera Staging. Erzählweisen, ISBN 978-3-940768-47-6
- Band 10: „Poetischer Ausdruck der Seele“: Die Kunst, Verdi zu singen, ISBN 978-3-940768-60-5
- Band 11: Judaism in Opera. Judentum in der Oper, ISBN 978-3-940768-68-1
- Band 12: Zwischen Revolution und Bürgerlichkeit. Beaumarchais' Figaro-Trilogie als Opernstoff, ISBN 978-3-940768-79-7
- Band 13: „Worttonmelodie“. Die Herausforderung, Wagner zu singen, ISBN 978-3-940768-86-5
- Band 14: Music Theatre in Motion. Reflections on Dance in Opera, ISBN 978-3-940768-96-4

In Kooperation mit dem Europäischen Forum Alpbach:
- Teure Kunstform Oper? Musiktheater im neuen Jahrtausend. Strategien und Konzepte, ISBN 978-3-7065-4299-9

## Symposien
Die Symposien stellen theateraktuelle und dramaturgische Fragestellungen in den Mittelpunkt, um die Diskussion um das gegenwärtige Musiktheater zu befördern. Um ein höchstmögliches Niveau zu erreichen, werden die renommiertesten Wissenschaftler und Praktiker eingeladen, Vorträge zu halten und/oder an Podiumsdiskussionen teilzunehmen.

## Partnerinstitutionen
Den jeweiligen inhaltlichen Schwerpunkten der Symposien entsprechend kooperiert die EMA mit ausgewählten Partnern. So entstanden unter anderem Tagungen in Zusammenarbeit mit bedeutenden Institutionen wie der Wiener Staatsoper, dem Théâtre des Champs-Élysées in Paris und dem Teatro Nacional de São Carlos in Lissabon, der Opera Ballet Vlaanderen, dem Grand Théâtre de Genève sowie dem Europäischen Forum Alpbach und der Universität Zürich.